# Auragne
Auragne es una localidad y comuna francesa situada en el departamento de Alto Garona y la región de Mediodía-Pirineos, en el Lauragais y la ribera del Tédèlou.

## Demografía
| 300 | 305 | 213 | 270 | 299 | 310 |
| Para los censos de 1962 a 1999 la población legal corresponde a la población sin duplicidades (Fuente: INSEE [Consultar]) |     |     |     |     |     |